# Dracé
Dracé település Franciaországban, Rhône megyében. Lakosainak száma 1178 fő (2022. január 1.). Dracé Mogneneins, Peyzieux-sur-Saône, Saint-Didier-sur-Chalaronne, Thoissey, Taponas, Romanèche-Thorins, Saint-Symphorien-d’Ancelles, Corcelles-en-Beaujolais, Lancié és Belleville-en-Beaujolais községekkel határos.

## Népesség
A település népességének változása:
| Lakosok száma | 991  | 968  | 970  | 956  | 954  | 965  | 1035 | 1106 | 1178 |
|               | 2013 | 2015 | 2016 | 2017 | 2018 | 2019 | 2020 | 2021 | 2022 |